# Костюченко, Вячеслав Васильевич
Вячеслав Васильевич Костюченко (13 сентября 1938, г. Аягуз, Семипалатинская область, Казахская ССР — 29 июля 2017) — министр промышленности и торговли Республики Казахстан.

## Биография
Костюченко Вячеслав Васильевич родился 13 сентября 1938 года на станции Аягуз Семипалатинской области.

### Образование
В 1960 году окончил Казахский горно-металлургический институт по специальности горный инженер.
Кандидат технических наук.

### Трудовая деятельность
В 1960 году после окончания института работал забойщиком (шахта №51), горным мастером, помощником начальника, начальником участка Джезказганского рудоуправления. 
С 1967 по 1989 годы - главный инженер, начальник шахты, главный инженер, директор рудника, главный инженер Джезказганского горно-металлургического комбината.
В 1989–1990 годах — первый заместитель, затем исполнительный директор Казахской республиканской ассоциации межотраслевого делового сотрудничества «Казметалл».
С 1990 года — первый заместитель председателя Государственного комитета Казахской ССР по внешнеэкономическим связям.
С 1991 по 1994 годы — первый заместитель министра внешнеэкономических связей Республики Казахстан.
С июня по октябрь 1994 года министр промышленности и торговли Республики Казахстан. 
В 1994–1995 годах - советник Международного фонда «Интеграция». 
С 1995 года директор Ассоциации внешнеторговых компаний и домов. 
С 1997 года представитель Ассоциации финансово-промышленных групп РФ в Казахстане.

## Научно-технический вклад
Автор ряда авторских свидетельств по рационализации и изобретениям. Внёс значительный вклад во внедрение прогрессивных технологий подземной добычи руды с использованием самоходного оборудования и закладки выработанного пространства в промышленных масштабах.

## Награды
Орден Трудового Красного Знамени.
Орден Дружбы народов.
Почётные грамоты Верховного Совета СССР, Казахской ССР.
Медали и другие правительственные награды. 